# Castello di Corgarff
Il castello di Corgarff è una fortificazione situata a Corgarff, nell’Aberdeenshire in Scozia.
Si trova vicino alla strada Lecht, che attraversa il passo tra Strathdon e Tomintoul.

## Storia
Il castello fu costruito a metà del XVI secolo dai Forbes di Towie. Nel 1571 fu bruciato da Adam Gordon di Auchindoun, provocando la morte di Lady Forbes, dei suoi figli e di numerosi altri e dando origine alla ballata “Edom o Gordon”. Dopo i moti giacobiti del XVIII secolo, fu ricostruito come una caserma e un distaccamento di truppe governative vi si trovava, sulla strada militare dal castello di Braemar a Fort George, Inverness. L'uso militare continuò fino al 1831, dopo di che la torre servì da distilleria e ospitò lavoratori locali. Rimase parte della tenuta di Delnadamph appartenente alla famiglia Stockdale fino a quando passò il castello in stato di cura nel 1961 e diede la proprietà dello stesso alla Lonach Highland and Friendly Society.
Ora è del Historic Environment Scotland ed è aperto al pubblico.